# Air Accidents Investigation Branch

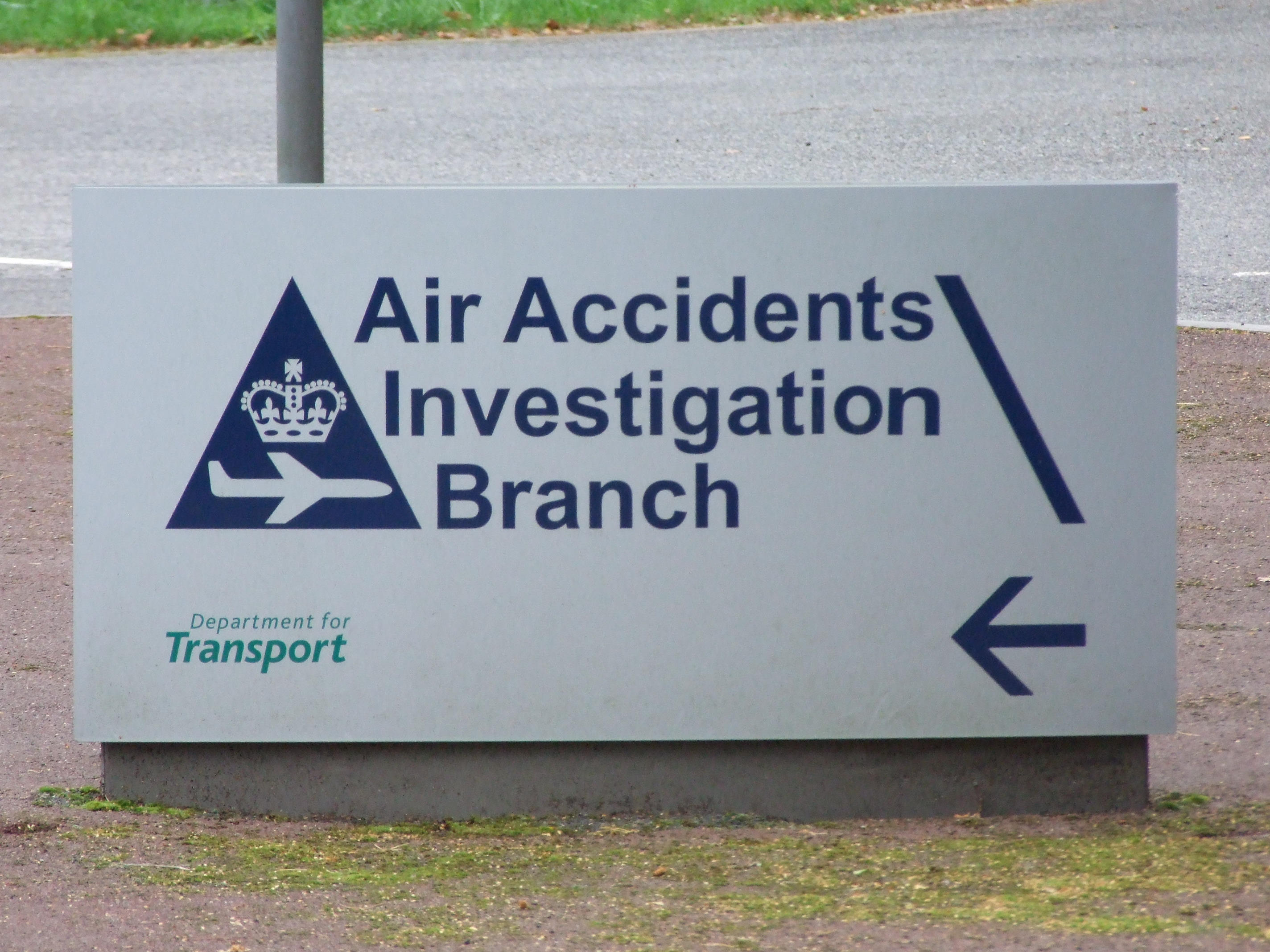
Panneau du siège de l'AAIB.

L'Air Accidents Investigation Branch (AAIB) est l'organisme britannique chargé des enquêtes sur les accidents aériens au Royaume-Uni. Fondé en 1915. C'est une division du département des Transports. Elle a son siège dans le Farnborough House à l'aéroport de Farnborough (en),.